# پال کوک
پال کوک (به انگلیسی: Paul Cook) نمایندهٔ حوزه انتخابیه هشتم کالیفرنیا از جمهوری‌خواه در مجلس نمایندگان ایالات متحده آمریکا است که برای نخستین‌بار در ۶ ژانویه ۲۰۱۳ میلادی به‌عضویت این مجلس درآمد.